# Чжан Сяньлян
Чжан Сяньлян (кит. 张贤亮; 8 декабря 1936, Нанкин — 27 сентября 2014) — китайский поэт, прозаик.

## Писатель
Родился в потомственной чиновничьей семье. Глубокое влияние на характер Чжан Сяньляна оказала мать, происходившая из слоя образованной аристократии. Отец, крупный предприниматель, почти не имел отношения к воспитанию сына. После создания в 1949 КНР семья будущего писателя подверглась репрессиям.
В 1952, после ареста отца и заключения его в пекинскую тюрьму, семья переезжает в Пекин. В 1955, после смерти отца, Чжан Сяньлян, так и не
окончив школу, вместе с матерью и младшей сестрой переезжает на запад Китая, где становится преподавателем в школе для кадровых работников
г. Иньчуаня. В это же время Чжан Сяньлян под воздействием политической атмосферы того времени, в частности курса «пусть расцветают сто цветов»,
целиком посвящает себя литературным занятиям. В 1957 его стихи публикует сианьский литературный журнал «Яньхэ». Известность Чжан Сяньляну принесла судьбоносная для него поэма «Да фэн гэ» («Песнь могучего ветра», 1957), посвященная построению нового общества. Под натиском развернувшейся борьбы против «буржуазных правых элементов» в мае 1958 Чжан Сяньлян на 20 с лишним лет попадает в трудовые лагеря и тюрьмы.
Официальная реабилитация Чжан Сяньляна состоялась в сентябре 1979 года после публикации рассказов, которые привлекли внимание местного руководства. Уже после первых лит. опытов писателя пригласили на работу в отд. ВАРЛИ Нинся-Хуэйского автономного р-на. Чжан Сянь-лян сразу занял место в авангарде литературы новейшего периода. Пик популярности и творческого расцвета писателя пришёлся на 1980-е. Всекитайских премий удостоились его рассказы «Лин юй жоу» («Душа и плоть», 1980) и «Сяоэрбулакэ» («Горький источник», 1983)， а также повесть «Люйхуашу» («Акация», 1984). К значимым произведения первого десятилетия писательской карьеры Чжан Сяньляна также относятся: рассказ «Син лаохань хэ гоу ды гуши» («История про старика Сина и его собаку», 1980)，повести «Тулао цин хуа» («Любовь за решеткой», 1981), «Хэ ды цзысунь» («Дети реки», 1983), «Наньжэнь ды и бань ши нюйжэнь» («Половина мужчины —женщина», 1985), романы «Наньжэнь ды фэнгэ» («Мужской характер», 1983)，"Цзаоань, пэнъю!" («Доброе утро, друг!», 1987), «Сигуань сыван» («Привыкая умирать», 1989).
Выбрав четкую позицию служения новой эпохе всесторонних перемен, Чжан Сяньлян начинает свой творческий путь с описания пережитых в 1960—1970-е злоключений кит. интеллигента и простого человека. На втором этапе (1981—1983) акцент писателя сместился в сторону пропаганды реформ. Далее Чжан Сянь-лян на первое место ставит человека — его судьбу и чувства, что проявляется в глубоком психологизме его произведений.
Активное участие в общественной жизни стало причиной избрания Чжан Сяньляна членом НПКСК Китая, вступления в ряды КПК, назначения на руководящие посты Нинсяхуэйских отделений ВАРЛИ и СКП. В 1980-е состоялось и первое знакомство писателя с заграницей. В это время Чжан Сянь-лян совершает частые командировки не только по всему Китаю, но и в страны Западной Европы, в США.
В 1990-х в творчестве Чжан Сяньляна наметилась некоторая переориентация, он начинает работать в жанре публицистической прозы. В это время выходят в свет несколько сборников его очерков: «Бяньюань сяопинь» («Произведения пограничной прозы», 1994)，"Сяошо бяньюй" («За рамками прозы», 1996), «Чжуйцю чжихуй» («В погоне за мудростью», 1997). Известность Чжан Сяньляну как публицисту принесла книга «Сяошо Чжунго» («Немного
о Китае», 1997), рассматривающая ряд социальных проблем современного Китая. Худ. произведения 1990-х, в частности дилогия «Во ды ботишу» («Мое древо прозрения», 1993) и повесть «Цинчунь ци» («Период созревания», 1999), продолжают развитие автобиографич. тематики. В начале 1990-х Чжан Сянь-лян одновременно с творческой деятельностью встал на путь предпринимательства в качестве главы Западно-Китайской киностудии.

## Переводы на русский
- Горький родник / Пер Д. Сапрыки // Встреча в Ланьчжоу: Китайские писатели о молодежи. М., 1987，с. 94-122;
- Душа и тело / Пер. А. Монастырского // Современная новелла Китая. М., 1988，с. 427—447;
- Женщина — половинка мужчины / Пер. Д Сапрыки. М., 1990;
- Любовь за решеткой / Пер. 3. Абдрахмановой, В. Семанова // Из жизни красной императрицы: Повести. М., 1993，с. 219—283;
- Мимоза / Пер. И Смирнова // ИЛ. 1988, № 8, с. 95-170.
- Избранные произведения / Пер. З. Ю. Абдрахмановой, О. П. Родионовой, Д. А. Саприки, В. И. Семанова, И. С. Смирнова. СПб., Гиперион, 2014;